# Aucuba

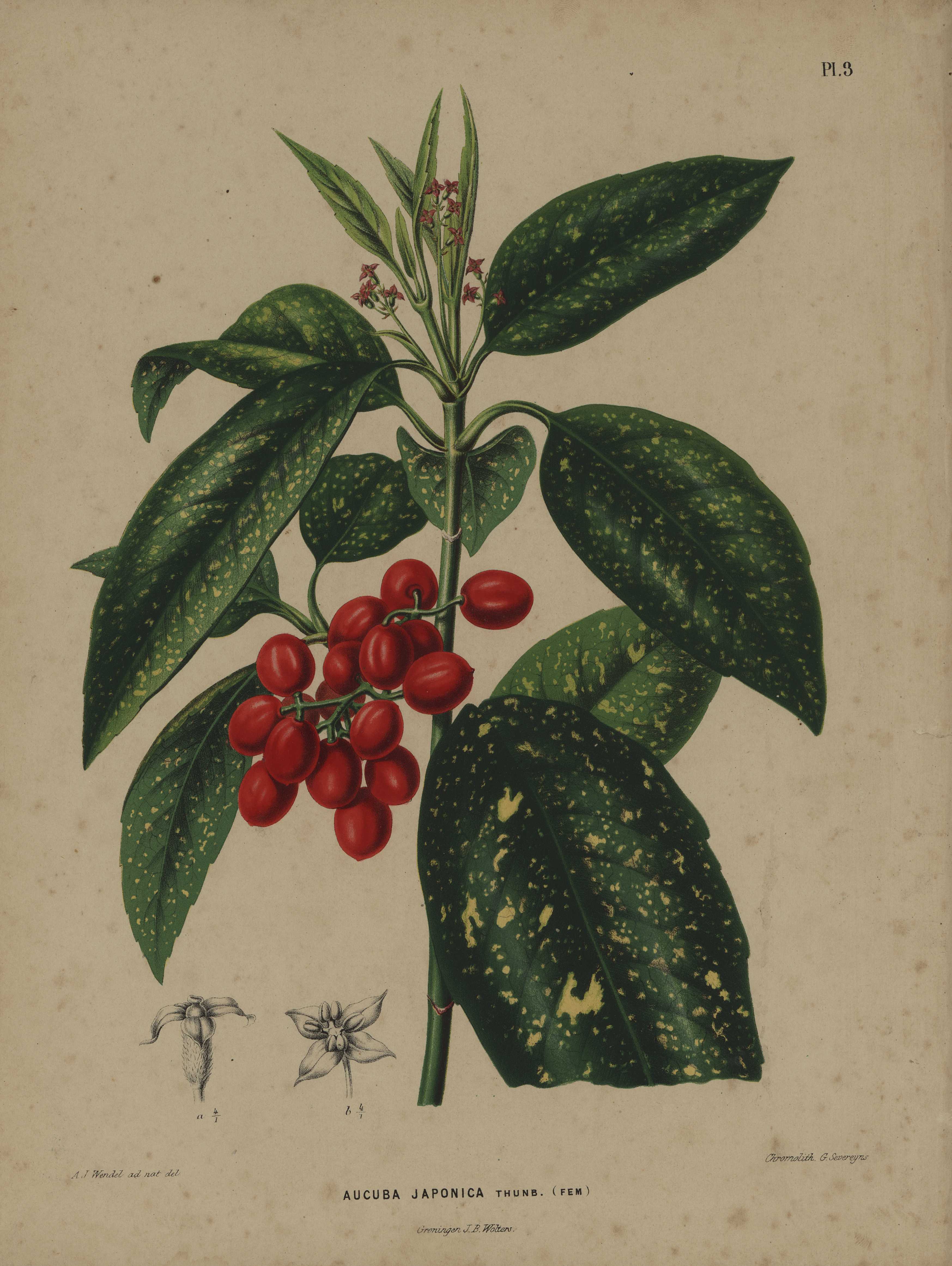
Aucuba japonica door A.J. Wendel (1868)

Aucuba, in het Nederlands ook wel 'broodboom' genoemd, is een geslacht van planten die volgens het Cronquist-systeem (1981) in de kornoeljefamilie (Cornaceae) thuishoren. In de nieuwere APG II-taxonomie (2003) wordt Aucuba in de familie Garryaceae ondergebracht. De naam is afgeleid van de Japanse naam aoki-ba en betekent 'groene boom'. 
Aucuba-soorten zijn tweehuizig en groenblijvend met in het algemeen donkergroene bladeren. Vrijwel alle soorten groeien prima in halfschaduw, sommige soorten doen het ook uitstekend op een volledig beschaduwde plaats.
Het geslacht kent negen tot tien soorten, die allemaal inheems zijn in Oost-Azië. De volgende drie worden in Europa gekweekt:
- Aucuba chinensis komt van oorsprong voor in China en op Taiwan. Deze ruim 2 meter hoge struik heeft een zeer veranderlijke bladvorm. De dof-grijsgroene bladeren zijn gaafrandig, en scherp gespitst. De leerachtige bladeren zijn aan de onderzijde blauwgroen.
- Aucuba himalaica is inheems in het oostelijk deel van de Himalaya, waar ze tot een hoogte van 2500 meter voorkomt. De smalle, ovale bladeren zijn fijner getand dan die van de andere twee soorten.
- Aucuba japonica is afkomstig uit Japan, en de enige soort die veel in West-Europa wordt aangeplant. De soort werd in 1856 door Philipp Franz von Siebold in Europa ingevoerd. Hoewel waarschijnlijk John Graeffer in 1783 de eerste struik invoerde, werd hij pas na von Siebolds actie populair. De bloeitijd is voor sommige variëteiten maart-april, voor andere variëteiten juli-augustus. Bij de vrouwelijke plant ontwikkelen zich uit de kleine purperen bloemetjes rode besjes. Een voorwaarde hiervoor is wel, dat er zich ten minste één mannelijke plant op korte afstand van het vrouwelijke exemplaar geplant staat. De hoogte kan iets meer dan twee meter zijn, hoewel de plant onder minder optimale omstandigheden gemakkelijk op 1 meter hoogte blijft steken. In het Belgisch-Nederlandse klimaat kan de plant als goed winterhard worden beschouwd.

Er zijn veel cultivars ontwikkeld:
- - Aucuba japonica 'Crotonifolia' kenmerkt zich door grotere bladeren dan de andere variëteiten, terwijl deze leerachtige bladeren ook nadrukkelijker getand zijn.
  - Aucuba japonica 'Dentata' heeft een donkergroen glanzend blad; de bladeren zijn aan het buiteneinde getand, de bessen zijn rood.
  - Aucuba japonica 'Fukurin' valt op door een gele (later witte) rand.
  - Aucuba japonica 'Grandis' heeft geheel groene, grote bladeren.
  - Aucuba japonica 'Hillieri' is gekweekt door de Engelse kweker Hillier te Winchester. Kenmerken zijn een glanzend groen blad en karmijnrode bessen.
  - Aucuba japonica 'Longifolia' heeft lange, smalle bladeren, de bessen zijn rood.
  - Aucuba japonica 'Picturata' heeft een grote gele vlek in het midden van het blad.
  - Aucuba japonica' Rozannie' is de enige tweeslachtige cultivar in het geslacht; van jongs af aan draagt ze veel rode vruchten.
  - Aucuba japonica 'Variegata' is de cultivar die het meest in Noordwest-Europa voorkomt. De bladeren zijn geel gevlekt. De soort groeit op vrijwel alle gronden en onder alle schaduwsituaties. Hoewel de plant vaak als kamer- of kuipplant gekweekt en aangeboden wordt, kan ze heel goed in heggen en tuinen gekweekt en overgehouden worden.

## Tuin
In de tuin kan Aucuba uitstekend gebruikt worden op schaduwrijke plaatsen, waar weinig anders wil groeien. Humusrijke of lichte kleigrond zijn uitstekend, al groeit de plant ook op armere gronden: ze is absoluut niet kieskeurig. Op schaduwrijke plaatsen is de bessenproductie zelfs beter dan in volle zon. Een Aucuba in de schaduw heeft minder last van bruine vlekken op het blad door vorst of door zonnebrand. Door het mooie contrast tussen de groene, geelgevlekte bladeren en de rode besjes vormt de plant een welkome opvulling voor de schaduwplaatsen in elke tuin.
De plant zal niet gemakkelijk door zaad vermeerderen, meestal wordt ze gestekt. Het voorjaar is hiervoor de beste periode.
In de pot kan ze 's winters beter binnen worden gehaald. Bespuit haar af en toe om verdroging van de bladeren te voorkomen, en zet haar binnen op een koele maar bij voorkeur vorstvrije plaats. Tijdens de koele periode komt de plant met zeer weinig water toe; de grond mag echter niet helemaal droog zijn. Ga in maart weer meer water en ook mest geven. Knip dan ook alle verdroogd, zwak en ziek materiaal weg om aantasting van de plant te voorkomen.
Takjes van Aucuba zijn zeer geschikt voor gebruik in kerststukjes. In december zijn de bessen van tuinplanten meestal nog groen, maar de bessen van geknipte takjes kunnen binnenshuis in enkele dagen rood verkleuren.

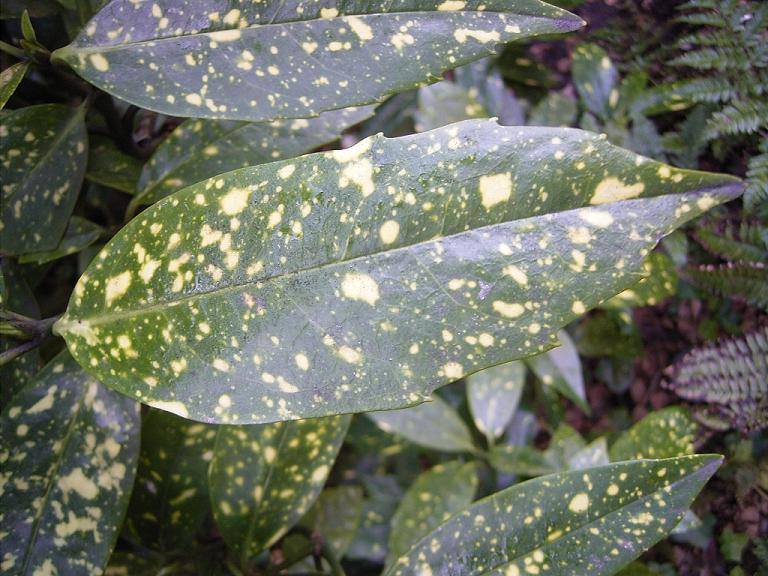
blad van cultivar 'variegata'